# 236728 Leandri
236728 Leandri este o planetă minoră (asteroid), cu un diametru de 5,432 km, din centura de asteroizi. A fost descoperită pe 19 aprilie 2007 la Saint-Sulpice de Bernard Christophe⁠(d). 
Obiectul prezintă o orbită caracterizată de o semiaxă mare de 3,1447743842413 UAi, o excentricitate de 0,21, o înclinație de 10,2 ° în raport cu ecliptica.